# Eudistoma rubrum
Eudistoma rubrum är en sjöpungsart som först beskrevs av Savigny 1816.  Eudistoma rubrum ingår i släktet Eudistoma och familjen Polycitoridae. Inga underarter finns listade i Catalogue of Life.